# Нікола Падевський
Нікола Падевський (болг. Никола Бочев Пъдевски; 29 травня 1933, Пловдив — 17 грудня 2023) — болгарський шахіст, гросмейстер від 1964 року.

## Шахова кар'єра
У 1950-1960-х роках належав до когорти провідних болгарських шахістів. У 1954, 1955, 1962 і 1964 роках чотири рази ставав чемпіоном країни. Між 1956 і 1978 роками 11 разів представляв Болгарію на шахових олімпіадах (зокрема тричі на 1-й шахівниці), 1968 року вигравши в командному заліку бронзову медаль. Брав участь у багатьох міжнародних турнірах, перемігши або поділивши 1-ші місця, зокрема, в таких містах, як: Варна (1960 і 1975), Поляниця-Здруй (1963, Меморіал Рубінштейна), Фуенхірола (1979), Чока (1981), Афіни (1983, турнір Акрополіс Інтернешнл) і Крагуєваць (1984, разом з Властімілом Янсою).
Найвищий рейтинг Ело в кар'єрі мав станом на 1 липня 1973 року, досягнувши 2490 очок ділив тоді 86-93-тє місце в світовому рейтинг-листі ФІДЕ, одночасно займаючи 2-ге місце (позаду Івана Радулова) серед болгарських шахістів. За даними ретроспективної системи Chessmetrics найсильнішу гру показував у лютому 1963 року, займав тоді 56-те місце у світі.
Починаючи від 1998 року не брав участі в турнірах під егідою ФІДЕ.

## Зміни рейтингу
| На цьому місці має відображатися графік чи діаграма, однак з технічних причин його відображення наразі вимкнено. Будь ласка, не видаляйте код, який викликає це повідомлення. Розробники вже працюють для того, щоби відновити штатне функціонування цього графіка або діаграми. | |
| | На цьому місці має відображатися графік чи діаграма, однак з технічних причин його відображення наразі вимкнено. Будь ласка, не видаляйте код, який викликає це повідомлення. Розробники вже працюють для того, щоби відновити штатне функціонування цього графіка або діаграми. |